# Allescheriella bathygena
Allescheriella bathygena é uma espécie de fungo pertencente à família Botryobasidiaceae.